# Robinson Mill (Kalifornija)
Robinson Mill je naseljeno područje za statističke svrhe u američkoj saveznoj državi Kalifornija. Prema popisu stanovništva iz 2010. u njemu je živjelo 80 stanovnika.